# Mighty Flip Champs!
Mighty Flip Champs! es un videojuego de puzle y plataformas desarrollado y distribuido por WayForward Technologies para el servicio de distribución digital DSiWare de la Nintendo DSi. Fue lanzado el 1 de junio del 2009 en Norteamérica y el 27 de noviembre en las regiones PAL. Los desarrolladores se inspiraron en varios juegos, incluyendo a Wendy: Every Witch Way y The Legend of Zelda: A Link to the Past. El jugador controla a Alta, una chica que debe alcanzar a un hombre pez volteando las áreas. Desde su lanzamiento, Mighty Flip Champs! ha obtenido una recepción muy positiva, además de ser considerado uno de los mejores juegos del servicio DSiWare. Es el primer juego de la serie Mighty, y es sucedido por Mighty Milky Way, Mighty Switch Force! y Mighty Switch Force! 2.
El juego ha sido porteado a la PlayStation 3 y PlayStation Portable por medio de la PlayStation Network como un PlayStation Mini bajo el título de Mighty Flip Champs! DX. Fue lanzado en Norteamérica el 12 de julio de 2011.

## Jugabilidad
Mighty Flip Champs! es un híbrido de puzle y plataformas, encargando a los jugadores que exploren escenarios que pueden poseer de dos a ocho áreas. El objetivo consiste en llevar a la protagonista Alta a través del nivel hasta encontrar al hombre pez. Más adelante, los niveles agregarán personajes que Alta deberá encontrar antes de que pueda avanzar al siguiente nivel. El jugador solo tiene dos habilidades: moverse y voltear las áreas. Alta puede moverse izquierda o derecha utilizando la cruceta de la Nintendo DS. El jugador controla a Alta en la pantalla superior, mientras que otra área es mostrada en la pantalla inferior con una imagen espejada de la protagonista. Los jugadores pueden voltear las pantallas pulsando un botón. Cuando las pantallas sean volteadas, el área de abajo aparecerá arriba; dependiendo del número de áreas, el área de arriba se moverá hacia abajo, o se revelará un área nueva. Si Alta no tiene un piso en el cual aterrizar, ella caerá pero resultará ilesa. Si hay un obstáculo en el medio mientras voltea las áreas, perderá y el nivel terminará. Existen algunos niveles especiales en los que Alta no puede voltear las áreas, y se encuentra a merced de un reloj que irá cambiando las áreas de vez en cuando. Cuando un nivel es completado, se le muestra a los jugadores su tiempo y rango correspondiente, siendo «S» el más alto.

## Desarrollo
Mighty Flip Champs! fue anunciado en marzo de 2009 para el servicio de distribución digital DSiWare de la Nintendo DSi. Fue desarrollado por WayForward Technologies con solo cinco desarrolladores, siendo Matt Bozon el diseñador en jefe. Se diseñó para aprovechar las características de la Nintendo DS, pero escalado para funcionar con el DSiWare. En un principio, los desarrolladores contemplaban la inclusión de enemigos e ítems. Optaron por sacar a los enemigos del juego, sintiendo que si hubiera tenido enemigos, el juego habría resultado demasiado complicado. Sin embargo, Matt comentó que si los jugadores respondían bien al juego, tal vez implementarían enemigos de forma astuta la próxima vez. Aunque la dificultad no haya sido diseñada para complacer jugadores jóvenes o inexpertos, los desarrolladores diseñaron los primeros niveles para que fueran más tolerantes. Hicieron que jugadores más jóvenes lo jugaran, y quedaron sorprendidos al ver qué tan lejos pudieron avanzar. Uno de los desarrolladores, Mark Bozon, comentó que fue tan difícil crear los niveles como lo fue ganarlos para los jugadores, agregando que primero deben armar el concepto, tener en cuenta los movimientos del jugador, y luego asegurarse de que los jugadores no puedan explotar ningún error en el diseño del nivel.
Los desarrolladores usaron muy poco espacio de almacenamiento en el desarrollo del juego, atribuyéndole a los pequeños sprites, lo que les permitió tener audio y cinemáticas mejorados. Los desarrolladores se inspiraron en muchos otros videojuegos como Wendy: Every Witch Way, que fue desarrollado por Mark, quien describe a Mighty Flip Champs! como un sucesor espiritual de Wendy, y Matt Bozon. También se inspiraron en The Legend of Zelda: A Link to the Past por la idea del viaje entre dimensiones. Mark lo llamó el «abuelito» del concepto. El desarrollo llevó un total de dos meses, mientras que el testing y el proceso de distribución llevaron un mes. Fue lanzado en Norteamérica el 1 de junio de 2009 y en las regiones PAL el 27 de noviembre por un precio de 800 Puntos DSi. Los desarrolladores describieron a Mighty Flip Champs! como una forma de medir el interés de los fanes de la posibilidad de una secuela de Shantae para el DSiWare para ver qué tan bien vendería. Una secuela de Shantae fue anunciada más tarde, y lanzada para el servicio DSiWare titulada Shantae: Risky's Revenge. Cuando se les preguntó si alguna vez usarían el servicio de DSiWare para añadir contenido nuevo a los juegos, Matt declaró que preferiría hacer una secuela con nuevas ideas. También dijo que si tuvieran el tiempo, dinero y apoyo de los fanes, le encantaría hacer una secuela, diciendo que tienen algunas grandes ideas para una.

## Recepción
Mighty Flip Champs! y la versión de PlayStation 3 Mighty Flip Champs! DX recibieron críticas «favorables», mientras que la versión de PSP recibió «aclamación universal», de acuerdo al sitio web agregador de reseñas Metacritic. El 10 de junio de 2009 Mighty Flip Champs! se clasificó en el noveno lugar del top 20 juegos más vendidos de DSiWare de aquella semana. Se mantuvo en ese ranking en la semana del 17 de junio, cayendo al puesto 13 en la semana del 25 de junio. Se clasificó en el puesto 18 el 2 de julio, y su última aparición en la lista fue el 9 de julio en el último lugar.
La revista oficial de Nintendo lo elogió como una «adición encantadora, adictiva y original a la biblioteca creciente de DSiWare». IGN aclamó el diseño único y el estilo retro de la versión de DS, describiéndola como un paquete de primera categoría y altamente recomendada. También le otorgaron el «premio de elección del Editor». Edge describió a la misma versión de DS como un «estudio frío del diseño brillante» y como un «sueño para los speed-runners» en ciertos puntos, comparándola con Gunstar Heroes de Treasure. Nintendo Life aclamó tanto la calidad general de la jugabilidad como la música y el arte.
Mighty Flip Champs! fue nominado a múltiples premios y listado como uno de los mejores juegos de DSiWare en varias publicaciones. Nintendo Life lo nombró como el segundo mejor juego de DSiWare de 2009, y GamesRadar+ lo incluyó como uno de los mejores juegos de DSiWare llamándolo un juego de puzle interesante, y uno de los títulos más ambiciosos de DSiWare. En 2011, IGN lo clasificó como el 13er mejor juego de DSiWare, llamándolo uno de los primeros juegos imprescindibles del servicio. Mighty Flip Champs! fue nominado a mejor juego descargable de 2009 por GameSpy.